# Gebang Putih
Gebang Putih is een bestuurslaag in het regentschap Soerabaja van de provincie Oost-Java, Indonesië. Gebang Putih telt 8909 inwoners (volkstelling 2010).